# 羊达街道
羊达街道（藏語：ཡབ་མདའ་，威利转写：yab mda'），是中华人民共和国西藏自治区拉萨市堆龙德庆区下辖的一个乡镇级行政单位。

## 行政区划
羊达街道下辖以下地区：
羊达村、通嘎村和帮古村。